# شهرستان کینلسکی
شهرستان کینلسکی (به لاتین: Kinelsky District) یک شهرستان در روسیه است که در استان سامارا واقع شده‌است.